# Ameland
Ameland (fryz. It Amelân) – nizinna wyspa i gmina w Holandii we Fryzji w archipelagu Wysp Zachodniofryzyjskich. Powierzchnia gminy to 268,50 km², z czego 208,48 km² to woda. Na wyspie silnie rozwinięta turystyka. Od strony Morza Północnego wysokie wydmy i piaszczyste plaże.
Ludność wyspy zajmuje się rybołówstwem oraz hodowlą owiec i bydła. Na wyspie uprawia się zboża, buraki cukrowe oraz ziemniaki.
Największe miejscowości to ośrodek administracyjny Ballum oraz wieś Hollum najpopularniejsza wśród turystów. Burmistrzem gminy jest Albert de Hoop (stan w lipcu 2014). W maju 2014 populacja wynosiła 3591; dla porównania, w 1966 wyspę zamieszkiwało blisko 2,8 tys. ludzi.